# Churchdown Hill
Churchdown Hill är en kulle i Storbritannien.   Den ligger i grevskapet Gloucestershire och riksdelen England, i den södra delen av landet, 150 km väster om huvudstaden London. Toppen på Churchdown Hill är 150 meter över havet, eller 117 meter över den omgivande terrängen. Bredden vid basen är 2,1 km.
Terrängen runt Churchdown Hill är platt åt nordväst, men åt sydost är den kuperad. Runt Churchdown Hill är det ganska tätbefolkat, med 192 invånare per kvadratkilometer. Närmaste större samhälle är Gloucester, 4,6 km väster om Churchdown Hill. Trakten runt Churchdown Hill består till största delen av jordbruksmark.